# Jamesonie
Jamesonie (Jamesonia) je rod kapradin z čeledi křídelnicovité. Jsou to vysokohorské kapradiny charakteristického a nezaměnitelného vzhledu. Listy jsou vzpřímené, chlupaté, s neukončeným růstem a krátkými, stočenými postranními lístky. Rod zahrnuje asi 34 druhů a je rozšířen v horách Střední a Jižní Ameriky, zejména v Andách v biotopu známém jako páramo.

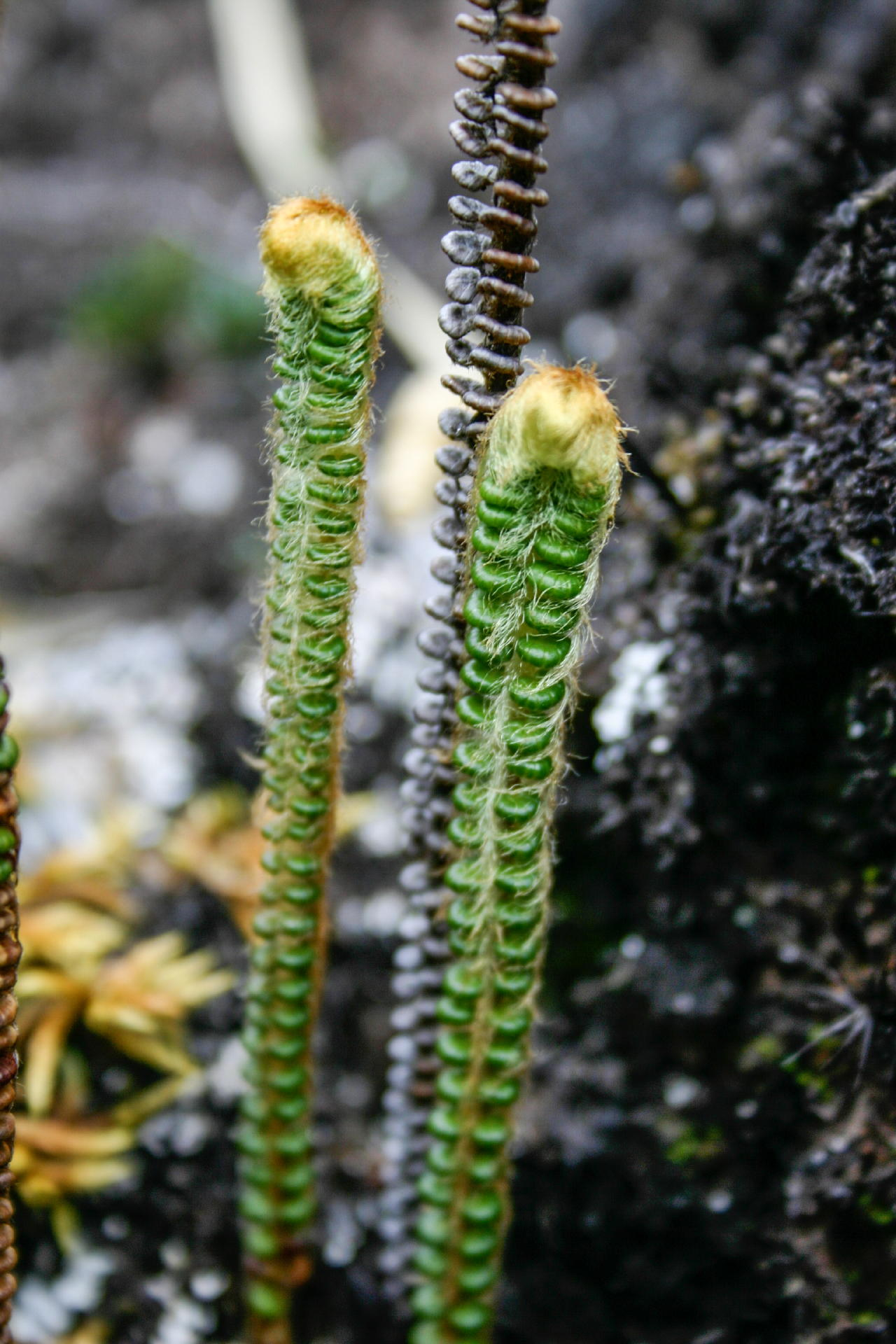
Detail listů Jamesonia sp.

## Popis
Jamesonie jsou vysokohorské kapradiny charakteristického vzhledu. Oddenky jsou plazivé až vystoupavé, pokryté chlupy nebo štětinami. Listy jsou jednoduše zpeřené, na rubu chlupaté nebo žláznaté, zpravidla s neukončeným růstem. Jednotlivé postranní segmenty listů jsou stočené. Řapíky jsou na bázi charakteristicky ztenčené podobně jako u rodu Eriosorus. Výtrusné kupky jsou protáhlé, umístěné podél žilek, bez ostěr. Spory jsou zaobleně čtyřhranné, triletní.

## Rozšíření
Rod jamesonie zahrnuje asi 34 druhů. Jsou to typické vysokohorské kapradiny jihoamerických páramos. Areál rozšíření sahá od jižního Mexika po střední Bolívii a jižní Brazílii. Vyskytují se v nadmořských výškách od 1500 do 5000 metrů. Největší počet druhů roste v Andách ve vysokohorském biotopu známém jako páramo.

## Taxonomie
Rod Jamesonia je v současné taxonomii řazený do čeledi Pteridaceae a podčeledi Pteridoideae. Je blízce příbuzný s jiným horským středo a jihoamerickým rodem, Eriosorus. Fylogenetickými studiemi bylo zjištěno, že různé druhy rodu Jamesonia jsou vmíseny do několika různých vývojových linií rodu Eriosorus a rod v současném pojetí netvoří přirozenou vývojovou skupinu. Rod Eriosorus je parafyletický a rod Jamesonia polyfyletický. Druhy, řazené dnes do rodu Jamesonia, mají charakteristickou morfologii (kožovité, xeromorfní chlupaté listy se zkrácenými postranními segmenty a neukončeným růstem), vzniklou jako reakce na podmínky otevřených vysokohorských stanovišť, zatímco převážná většina druhů řazených do rodu Eriosorus roste na zastíněných, méně extrémních stanovištích. Taxonomická studie revidující na základě zmíněných poznatků oba rody zatím nebyla zveřejněna.
Jsou známy mezirodové hybridy, např. Eriosorus warscewiczii x Jamesonia scammanae z Kostariky.